# 桐生ちづる
桐生 ちづる（きりゅう ちづる）は、日本のモデル。愛知県出身。オスカープロモーション所属。

## 出演

### 雑誌
・家庭画報
・HARS
・story
・Marisol 
・婦人画報
・きものサロン
・日経ヘルスプルミエ
・25an ウエディング
・美ST

### CM・広告
・花王「ニュービーズ」　
・花王「クリアクリーン」
・毎日新聞「愛読者セット」
・住友林業「住友林業の家」
・JT「似た者親子編」
・グリコ「ポアレ」
・ドクターシーラボ「アクアコラーゲンゲル　スーパーモイスチャー」
・サントリー「伊右衛門　特茶」
・東京ガス「TES」
・リーボック「イージートーン」
・ネスレ「ココアドール」
・スリーボム
・シオノギ製薬
・B Three
・NTT docomo
・協和「プラセンタ エクストラクト」
・ボルボVP
・トヨタ「セルシオ」VP
・トヨタ「クラウン」VP
・東邦ガス VP

### スチール
・毎日新聞
・サントリー「白州」
・NTTdocomo
・花王「クリアクリーン」
・ドクターシーラボ 
・HOYA
・東京メガネ